# Matthias Ettrich
Matthias Ettrich (Bietigheim, Alemania, 14 de junio de 1972) es un científico informático creador del software LyX y fundador del proyecto KDE. 

## Biografía
Ettrich fue a la escuela en Beilstein , ya que vivía con sus padres en Oberstenfeld , no muy lejos de su lugar de nacimiento. Aprobó el Abitur en 1991 y estudió para obtener su Maestría en Ciencias de la Computación en el Instituto de Computación Wilhelm Schickard. Asistió a la Universidad Eberhard Karls de Tubinga.
Ettrich también fundó el proyecto LyX en 1995, como un proyecto para la universidad. LyX es un front-end gráfico de LaTeX. La principal plataforma de LyX era Linux, y Ettrich pensó en mejorar la interfaz gráfica, propiciando el inicio del proyecto KDE. En 1996 propuso la creación de un entorno de escritorio para sistemas Unix que fuera "consistente, agradable y libre" utilizando la biblioteca Qt. En la actualidad, LyX se ejecuta en otros sistemas operativos. 
Desde 1998 es director de desarrollo de software de Trolltech en Oslo (Noruega), con responsabilidad sobre Qt y su equipo de desarrollo.

## Premios y reconocimientos
En 2009, Ettrich fue condecorado con la Cruz Federal del Mérito de Alemania, en  por su contribución al Software Libre.